# Heringen (Werra)
Heringen település Németországban, Hessen tartományban. Lakosainak száma 6996 fő (2023. december 31.). Heringen Philippsthal (Werra) és Friedewald (Hessen) községekkel határos.

## Népesség
A település népességének változása:
| Lakosok száma | 7223 | 7187 | 7100 | 7080 | 6996 |
|               | 2017 | 2019 | 2021 | 2022 | 2023 |